# Junonia natalica
Junonia natalica är en fjärilsart som beskrevs av Felder 1860. Junonia natalica ingår i släktet Junonia och familjen praktfjärilar. Inga underarter finns listade i Catalogue of Life.

## Bildgalleri

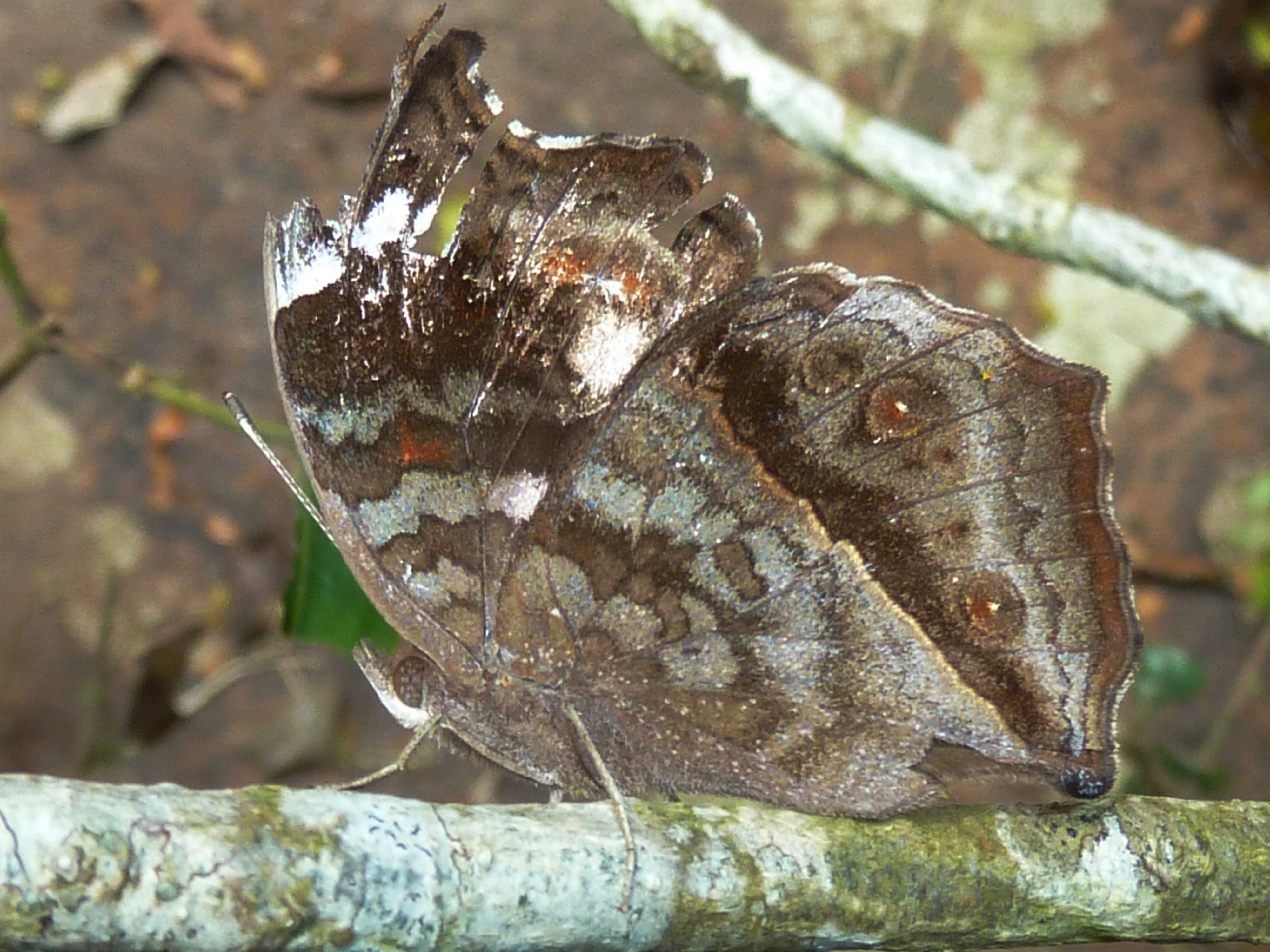
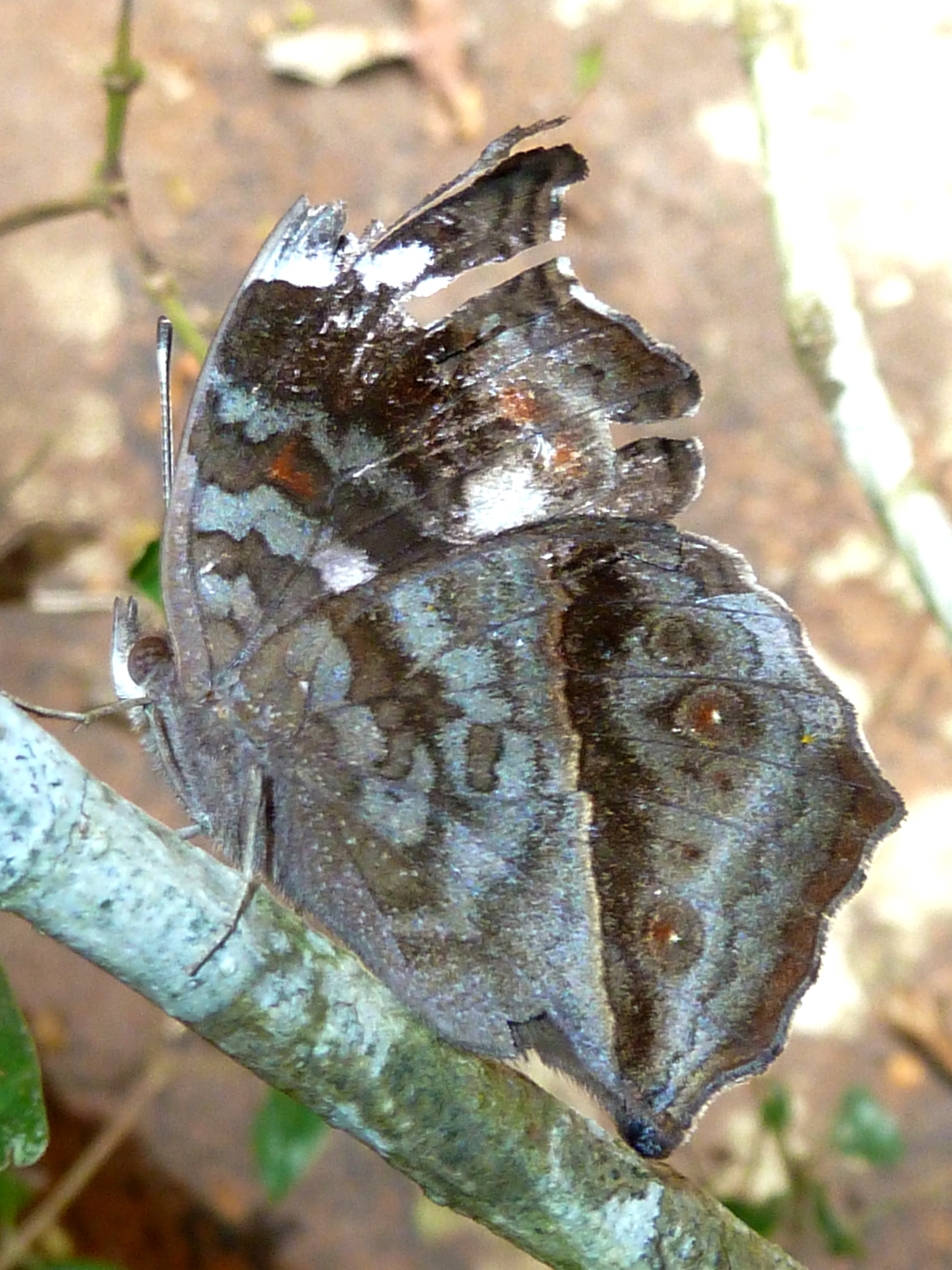
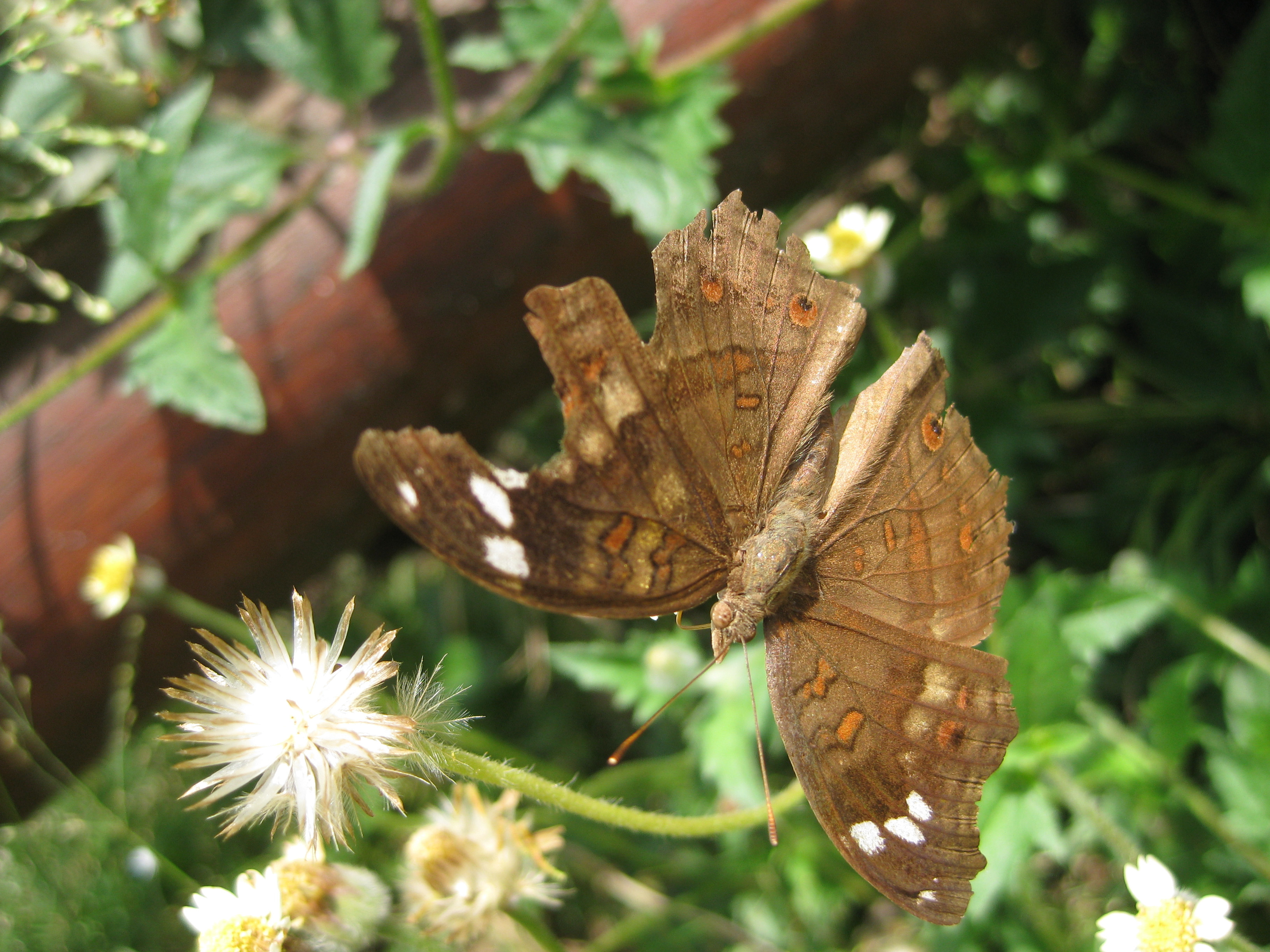